# 亚洲国家和地区列表
这是一个亚洲国家和地区的列表，包括49個聯合國會員國、5個未被普遍承認的國家、6個屬地。
| - 阿布哈茲 - 阿富汗 - 亞克羅提利與德凱利亞 - 亞美尼亞 - 巴林 - 不丹 - 英屬印度洋領地 - 柬埔寨 - 中华人民共和国 - 圣诞岛 - 科科斯（基林）群島 - 賽普勒斯 - 埃及 - 香港 - 印度 - 印度尼西亞 |  | - 伊朗 - 伊拉克 - 以色列 - 日本 - 约旦 - 科威特 - 黎巴嫩 - 澳門 - 马来西亚 - 馬爾地夫 - 蒙古国 - 緬甸 - 尼泊尔 - 北賽普勒斯 - 阿曼 - 巴基斯坦 |  | - 巴勒斯坦 - 菲律賓 - 俄羅斯 - 沙烏地阿拉伯 - 新加坡 - 南奥塞梯 - 斯里蘭卡 - 叙利亚 - 中華民國 - 泰國 - 东帝汶 - 土耳其 - 阿联酋 - 越南 - 葉門 |

## 国家和地区
| 旗帜                   | 简称                 | 全称 （官方名称）              | 全称 （當地语言）                                                                                   | 首都或首府         | 地图 |
| ---------------------- | -------------------- | ------------------------------ | --------------------------------------------------------------------------------------------------- | ------------------ | ---- |
| 阿布哈茲               | 阿布哈茲             | 阿布哈茲共和國                 | 阿布哈茲語： 喬治亞語： 俄語：                                                                      | 苏呼米             |      |
| 阿富汗伊斯蘭酋長國     | 阿富汗               | 阿富汗伊斯蘭酋長國             | 达利语：امارت اسلامی افغانستان‎ 普什图语：د افغانستان اسلامي امارات‎                                  | 喀布尔             |      |
| 亞美尼亞               | 亚美尼亚             | 亞美尼亞共和國                 | 亞美尼亞語：                                                                                        | 埃里温             |      |
| 阿塞拜疆               | 阿塞拜疆             | 阿塞拜疆共和国                 | 阿塞拜疆语：Azərbaycan Respublikası                                                                 | 巴库               |      |
| 巴林                   | 巴林                 | 巴林王国                       | 阿拉伯語：                                                                                          | 麦纳麦             |      |
| 孟加拉国               | 孟加拉国             | 孟加拉人民共和国               | 孟加拉语：গণপ্রজাতন্ত্রী বাংলাদেশ                                                                            | 达卡               |      |
| 不丹                   | 不丹                 | 不丹王国                       | 宗喀语：                                                                                            | 廷布               |      |
| 英屬印度洋領地         | 英属印度洋领地       |                                | 英語：                                                                                              | 迪戈加西亚岛       |      |
| 汶萊                   | 文莱                 | 文莱达鲁萨兰国                 | 馬來語： 爪夷文：نڬارا بروني دارالسلام                                                              | 斯里巴加湾市       |      |
| 柬埔寨                 | 柬埔寨               | 柬埔寨王国                     | 高棉语：ព្រះរាជាណាចក្រកម្ពុជា                                                                                | 金边               |      |
| 中华人民共和国         | 中國                 | 中华人民共和国                 | 汉语：                                                                                              | 北京市             |      |
| 圣诞岛                 | 圣诞岛               | 圣诞岛领地                     | | 飞鱼湾             |      |
| 科科斯（基林）群島     | 科科斯（基林）群岛   | 科科斯（基林）群岛领地         | 馬來語：                                                                                            | 西岛               |      |
| 賽普勒斯               | 塞浦路斯             | 塞浦路斯共和国                 | 希臘語： 土耳其語：                                                                                 | 尼科西亚           |      |
| 北賽普勒斯             | 北塞浦路斯           | 北塞浦路斯共和国               | 土耳其語：                                                                                          | 北尼科西亚         |      |
| 香港                   | 香港                 | 中華人民共和國香港特别行政区   | 汉语： 英語：                                                                                       | 金鐘（政府總部）   |      |
| 印度                   | 印度                 | 印度共和国                     | 印地語：                                                                                            | 新德里             |      |
| 印度尼西亚             | 印尼                 | 印度尼西亚共和国               | 印尼語：                                                                                            | 努山塔拉           |      |
| 伊朗                   | 伊朗                 | 伊朗伊斯兰共和国               | 波斯语：جمهوری اسلامی ايران                                                                         | 德黑兰             |      |
| 伊拉克                 | 伊拉克               | 伊拉克共和国                   | 阿拉伯語： 庫德語：                                                                                 | 巴格达             |      |
| 以色列                 | 以色列               | 以色列国                       | 希伯來語： 阿拉伯語：                                                                               | 耶路撒冷           |      |
| 巴勒斯坦國             | 巴勒斯坦             | 巴勒斯坦国                     | 阿拉伯語：                                                                                          | 东耶路撒冷         |      |
| 日本                   | 日本                 | 日本国                         | 日語：                                                                                              | 东京都             |      |
| 约旦                   | 约旦                 | 约旦哈希姆王国                 | 阿拉伯語：                                                                                          | 安曼               |      |
| 哈萨克斯坦             | 哈萨克               | 哈萨克斯坦共和国               | 哈薩克語： 俄語：                                                                                   | 阿斯塔纳           |      |
| 朝鲜民主主义人民共和国 | 朝鲜                 | 朝鮮民主主義人民共和國         | 韓語：                                                                                              | 平壤               |      |
| 大韩民国               | 韩国                 | 大韓民國                       | 韓語：                                                                                              | 首尔               |      |
| 科威特                 | 科威特               | 科威特国                       | 阿拉伯語：                                                                                          | 科威特城           |      |
| 吉尔吉斯斯坦           | 吉尔吉斯             | 吉尔吉斯共和国                 | 吉爾吉斯語： 俄語：                                                                                 | 比什凯克           |      |
| 老挝                   | 老挝                 | 老挝人民民主共和国             | 老挝语:ສາທາລະນະລັດ ປະຊາທິປະໄຕ ປະຊາຊົນລາວ                                                               | 万象               |      |
| 黎巴嫩                 | 黎巴嫩               | 黎巴嫩共和国                   | 阿拉伯語：                                                                                          | 贝鲁特             |      |
| 澳門                   | 澳门                 | 中华人民共和国澳门特别行政区   | 汉语： 葡萄牙語：                                                                                   | 南灣（政府總部）   |      |
| 马来西亚               | 马来西亚             | 马来西亚                       | 馬來語：。                                                                                          | 吉隆坡             |      |
| 马尔代夫               | 马尔代夫             | 马尔代夫共和国                 | 迪维希语：ދިވެހިރާއްޖޭގެ ޖުމުހޫރިއްޔާ                                                                            | 马累               |      |
| 蒙古国                 | 蒙古                 | 蒙古                           | 蒙古語：,                                                                                           | 乌兰巴托           |      |
| 缅甸                   | 缅甸                 | 缅甸联邦                       | 緬甸語：                                                                                            | 内比都             |      |
| 尼泊尔                 | 尼泊尔               | 尼泊尔联邦民主共和国           | 尼泊尔语：संघीय लोकतान्त्रिक गणतन्त्र नेपाल                                                                    | 加德满都           |      |
| 阿曼                   | 阿曼                 | 阿曼苏丹国                     | 阿拉伯語：                                                                                          | 马斯喀特           |      |
| 巴基斯坦               | 巴基斯坦             | 巴基斯坦伊斯兰共和国           | 烏爾都語：                                                                                          | 伊斯兰堡           |      |
| 菲律宾                 | 菲律宾               | 菲律宾共和国                   | 菲律宾语：Republika ng Pilipinas                                                                    | 马尼拉             |      |
| 卡塔尔                 | 卡塔尔               | 卡塔尔国                       | 阿拉伯語：                                                                                          | 多哈               |      |
| 俄罗斯                 | 俄羅斯               | 俄羅斯聯邦                     | 俄語：                                                                                              | 莫斯科             |      |
| 沙特阿拉伯             | 沙特阿拉伯           | 沙特阿拉伯王国                 | 阿拉伯語：                                                                                          | 利雅得             |      |
| 新加坡                 | 新加坡               | 新加坡共和国                   | 英語： 馬來語： 汉语： 泰米尔语：சிங்கப்பூர் குடியரசு                                                       | 新加坡（城市国家） |      |
| 斯里蘭卡               | 斯里兰卡             | 斯里兰卡民主社会主义共和国     | 僧伽罗语：僧伽羅語： 泰米尔语：இலங்கை ஜனநாயக சமத்துவ குடியரசு                                               | 科特               |      |
| 南奥塞梯               | 南奧塞梯             | 南奧塞梯共和國                 | 奧塞梯语： 喬治亞語： 俄語：                                                                        | 茨欣瓦利           |      |
| 叙利亚                 | 叙利亚               | 阿拉伯叙利亚共和国             | 阿拉伯語：                                                                                          | 大马士革           |      |
| 中華民國               | 臺灣                 | 中華民國                       | 漢語： 台湾閩南語：Tiong-huâ Bîn-kok 台湾客家语：Chûng-fà Mìn-koet 台湾原住民族诸语：Cunghua Minkuo | 臺北市             |      |
| 塔吉克斯坦             | 塔吉克斯坦           | 塔吉克斯坦共和国               | 塔吉克語：                                                                                          | 杜尚别             |      |
| 泰国                   | 泰国                 | 泰王国                         | 泰語：                                                                                              | 曼谷               |      |
| 东帝汶                 | 东帝汶               | 东帝汶民主共和国               | 德顿语：Repúblika Demokrátika Timór Lorosa'e 葡萄牙語：                                             | 帝力               |      |
| 土耳其                 | 土耳其               | 土耳其共和国                   | 土耳其语：Türkiye Cumhuriyeti                                                                       | 安卡拉             |      |
| 土库曼斯坦             | 土库曼斯坦           | 土库曼斯坦                     | 土庫曼語：                                                                                          | 阿什哈巴德         |      |
| 阿拉伯联合酋长国       | 阿联酋               | 阿拉伯联合酋长国               | 阿拉伯語：                                                                                          | 阿布扎比           |      |
| 英国                   | 亞克羅提利與德凱利亞 | 亞克羅提利與德凱利亞主权基地区 | 亞克羅提利與德凱利亞主权基地区                                                                      |                    |      |
| 乌兹别克斯坦           | 乌兹别克斯坦         | 乌兹别克斯坦共和国             | 烏茲別克語：                                                                                        | 塔什干             |      |
| 越南                   | 越南                 | 越南社会主义共和国             | 越南語：                                                                                            | 河内               |      |
| 也门                   | 也门                 | 也门共和国                     | 阿拉伯語：                                                                                          | 萨那               |      |
| 格鲁吉亚               | 格魯吉亞             | 格魯吉亞共和国                 | 喬治亞語：                                                                                          | 第比利斯           |      |

備註：

1中華民國目前實際統治範圍包括臺灣、澎湖、金門、馬祖、東沙群島、太平島，請參看臺灣問題與臺海現狀。

2巴勒斯坦由於巴以衝突，至今為止沒有確定的邊界，其要求的根據1967年六日戰爭前的控制線，包括約旦河西岸及加沙地帶，至今部分領土仍由以色列實際控制，包括東耶路撒冷。

3土耳其因為政治制度上和歐洲大部分國家一樣實行議會制，加上是北約成員國，傳統上被認為是一個歐洲國家，但其絕大部分地區屬於亞洲，只有博斯普魯斯海峽、馬爾馬拉海和達達尼爾海峽以西的3%國土，比如最大城市伊斯坦布爾西部屬於歐洲大陸的一部分。

4俄羅斯的大部分國土位於亞洲，即烏拉爾山脈，烏拉爾河，高加索山脈以東地區，但是傳統上認為屬於歐洲的，包括莫斯科和聖彼得堡都是位於歐洲。

5其中俄羅斯和土耳其的歐洲部分不能被計入亞洲總面積內，所以這個數據大於實際亞洲總面積。

6哈薩克地跨亞歐兩洲，其烏拉爾河以西屬於歐洲，因與俄羅斯和白俄羅斯加強一體化，是歐亞經濟聯盟成員國，也被認為是歐洲國家，但大部分領土不在歐洲境內。

## 备注
1. 1 2 3 4 5  未被普遍承认的國家
2. 1 2 3 4 5 6 7 8 9 10 11 12 13 14 15 16 17 18 19 20  部分属于亚洲，部分属于欧洲
3. 1 2 3  英国海外领土
4. 1 2 3 4  澳大利亚海外领土
5. ↑  西奈半島
6. 1 2 3 4  中华人民共和国特别行政区之一
7. 1 2 3 4  部分属于亚洲，部分属于大洋洲
8. ↑  朝鲜民主主义人民共和国
9. ↑  大韩民国
10. ↑  以前英文名叫Burma.
11. 1 2  包括西岸和加沙地带领土
12. ↑  西伯利亚
13. 1 2  现通称“臺灣”。
14. ↑  英文名East Timor.
15. 1 2 3 4  不被联合国承认
16. ↑  《馬來西亞聯邦憲法》第一章 第一款：聯邦的馬來文與英文名稱為「Malaysia」
17. ↑  Also known as East Timor.